# 线性时不变系统理论
线性非时变系统理论俗称系统理论，源自应用数学，有在核磁共振頻譜學、地震学、电路、信号处理和控制理论等技术领域的直接运用。该理论研究的是线性的非时变系统对任意输入信号的响应。
系统通常仅关注系统在时间轴上的行为，但是类似的理论也可以扩展到空间维度。例如应用到图像处理和场论时，系统的输入也可在空间维度上变化。如果系统具有类似的行为，则这类系统也被称为线性平移不變系統。在离散（即采样）系统中，对应的术语是线性時平移不變系统。由电阻、电容、电感组成的电路是LTI系统的一个常见例子。

## 概述
顾名思义，线性非时变系统必须同時满足线性和非时变性：
- 线性，指系统的输入和输出之间的关系是一个线性映射：如果输入{\displaystyle x_{1}(t)\,}产生响应{\displaystyle y_{1}(t)\,}，而输入{\displaystyle x_{2}(t)\,}产生响应{\displaystyle y_{2}(t)\,}，那麼放缩和加和输入{\displaystyle a_{1}x_{1}(t)+a_{2}x_{2}(t)\,}产生放缩、加和的响应{\displaystyle a_{1}y_{1}(t)+a_{2}y_{2}(t)\,}，其中{\displaystyle a_{1}}和{\displaystyle a_{2}}为实标量。此性质可以拓展到任意项，于是对于实数{\displaystyle c_{1},c_{2},\ldots ,c_{k}}，

输入{\displaystyle \sum _{k}c_{k}\,x_{k}(t)}产生输出{\displaystyle \sum _{k}c_{k}\,y_{k}(t).\,}
特别地，
| 输入{\displaystyle \int _{-\infty }^{\infty }c_{\omega }\,x_{\omega }(t)\,\operatorname {d} \omega }产生输出{\displaystyle \int _{-\infty }^{\infty }c_{\omega }\,y_{\omega }(t)\,\operatorname {d} \omega \,} |  | Eq.1 |

其中，{\displaystyle c_{\omega }}和{\displaystyle x_{\omega }}是标量，而输入在序号为{\displaystyle \omega }的连续统内变化。因此，如果输入函数可以由一个连续统的输入函数像上面展示的那样，“线性”组合而成，则对应的输出函数，可以通过相应连续统的输出函数以相同的方式缩放和求和得到。
- 时不变性，指如果将系统的输入信号延迟{\displaystyle \tau }秒而得到的输出，除了这{\displaystyle \tau }秒延时以外，是完全相同的，则称这样的系统是“时不变”的。即对于具有时不变性的系统，若系统输入{\displaystyle x(t)}，对应的输出为{\displaystyle y(t)}，则输入为{\displaystyle x(t+\tau )}时，系统的输出为{\displaystyle y(t+\tau )}。

LTI系统的理论的基本结论是任何LTI系统都可以完全用一个单一方程来表示，该方程称为系统的冲激响应。系统的输出可以简单表示为输入信号与系统的冲激响应的卷积。这种分析方法通常称为時域观点。相同的结果对于离散时间线性移位不变系统也成立，其中信号为离散时间取样信号，并且卷积对序列定义。

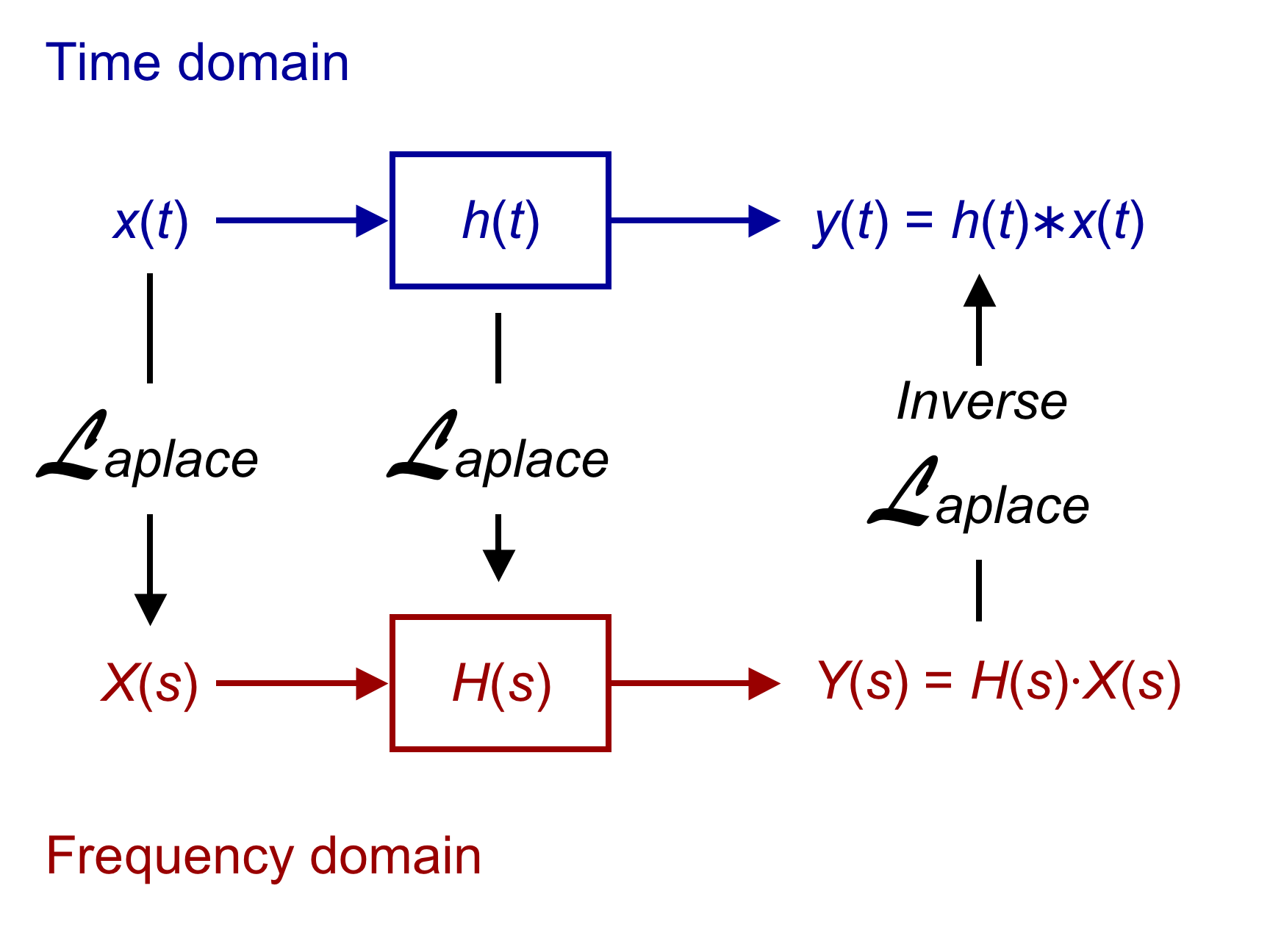
时域和频域之间的关系

同理，任何LTI系统的特征可由频域的系统传递函数刻画，它是系统冲激响应的拉普拉斯变换（在离散时间系统的情况下为Z变换）。由于这些变换的性质，该系统在频域的输出是传递函数与输入的变换的乘积。换句话说，时域中的卷积相当于频域中的乘法。
对于所有的LTI系统中，本征函数和所用变换的基函数，是复指数函数。这即是说，如果一个系统的输入是复波形{\displaystyle Ae^{st}}，复振幅为{\displaystyle A}，复频率为{\displaystyle s}，输出将是输入的复常数倍，表示为新复振幅{\displaystyle B}的式子{\displaystyle Be^{st}}。比值{\displaystyle B/A}是频率{\displaystyle s}的传递函数。
因为是正弦的复指数与复共轭频率的总和，如果输入到该系统是一个正弦波，则系统的输出也将是一个正弦波。输出的正弦波可以具有不同振幅和不同相位，但是输出的稳态频率一定与输入相同。LTI系统不能产生频率成分中没有的输入。
LTI系统理论适用于描述许多重要的系统。相对于时间变化的和/或非线性的系统，LTI系统通常是“容易”分析的。任何可以被模拟为常系数线性齐次微分方程系统都是LTI系统。由电阻器，电感和电容器组成的电路（RLC电路）是这类系统的一个常见实例。理想的弹簧 - 质量 - 阻尼系统也是LTI系统，并且在数学上与某个RLC电路等效。
LTI系统概念都是连续时间和离散时间（线性移位不变）的情况下相似。在图像处理中，时间变量被替换为2空间变量，时间不变性的概念被替换为二维移不变性。当分析滤波器组s和MIMO系统中，常常是有用考虑的信号矢量。
线性系统不是时不变可以用其他方法来解决，如格林函数方法。同样的方法时，必须使用问题的初始条件是不为空。

## 连续时间系统

### 冲激响应和卷积
输入信号为x(t)，输出信号为y(t)的线性时不变系统的行为可以用卷积积分描述：
| {\displaystyle y(t)=x(t)*h(t)\,} | {\displaystyle {}\quad {\stackrel {\mathrm {def} }{=}}\ \int _{-\infty }^{\infty }x(t-\tau )\cdot h(\tau )\,\operatorname {d} \tau } |
|                                  | {\displaystyle {}\quad =\int _{-\infty }^{\infty }x(\tau )\cdot h(t-\tau )\,\operatorname {d} \tau ,}（使用交换律）                  |
其中{\displaystyle \textstyle h(t)}为当输入信号{\displaystyle \textstyle x(\tau )=\delta (\tau )}时系统的冲激响应。因此{\displaystyle \textstyle y(t)}与输入函数{\displaystyle \textstyle x(\tau )}的加权平均成正比。权重函数为{\displaystyle \textstyle h(-\tau )}，就是平移了{\displaystyle \textstyle t}的量。随着{\displaystyle \textstyle t}改变，权重函数会突出输入函数的不同部分。当对所有非负{\displaystyle \textstyle \tau }，{\displaystyle \textstyle h(\tau )}均为零时，{\displaystyle \textstyle y(t)}只由时间{\displaystyle \textstyle t}之前的{\displaystyle \textstyle x}值决定，而系统称为因果系统。
要理解为何LTI系统的输出可以用卷积产生，就令记号{\displaystyle \textstyle \{x(u-\tau );\ u\}}表示变量{\displaystyle \textstyle u}和常量{\displaystyle \textstyle \tau }的函数{\displaystyle \textstyle x(u-\tau )}。用简洁的记号{\displaystyle \textstyle \{x\}\,}表示{\displaystyle \textstyle \{x(u);\ u\}}。那么就会有一个从输入函数{\displaystyle \textstyle \{x\},}转换到{\displaystyle \textstyle \{y\}}的连续时间系统。在一般情况下，输出的每一个值可以对应输入的每一个值。这个概念表示为：
{\displaystyle y(t)\ {\stackrel {\text{def}}{=}}\ O_{t}\{x\},}
其中{\displaystyle \textstyle O_{t}}为对时间{\displaystyle \textstyle t}的变换算子。在典型的系统中，{\displaystyle \textstyle y(t)}很大程度上取决于{\displaystyle \textstyle t}临近时间的{\displaystyle \textstyle x}的值。除非变换本身随着{\displaystyle \textstyle t}变化，否则输出函数就是常数，系统也没有意义。
对一个线性系统，{\displaystyle \textstyle O}必须满足Eq.1：
| {\displaystyle O_{t}\left\{\int _{-\infty }^{\infty }c_{\tau }\ x_{\tau }(u)\,\operatorname {d} \tau ;\ u\right\}=\int _{-\infty }^{\infty }c_{\tau }\ \underbrace {y_{\tau }(t)} _{O_{t}\{x_{\tau }\}}\,\operatorname {d} \tau .\,} |  | Eq.2 |

而时不变系统的要求是：
| {\displaystyle {\begin{aligned}O_{t}\{x(u-\tau );\ u\}\ &{\stackrel {\quad }{=}}\ y(t-\tau )\\&{\stackrel {\text{def}}{=}}\ O_{t-\tau }\{x\}.\,\end{aligned}}} |  | Eq.3 |

在这种记号下，我们可以把冲激响应写成{\displaystyle \textstyle h(t)\ {\stackrel {\text{def}}{=}}\ O_{t}\{\delta (u);\ u\}}。
同样：
| {\displaystyle h(t-\tau )\,} | {\displaystyle {}{\stackrel {\text{def}}{=}}\ O_{t-\tau }\{\delta (u);\ u\}} |
|                              | {\displaystyle {}=O_{t}\{\delta (u-\tau );\ u\}.\,}（使用Eq.3）              |
将此结果代入卷积积分：
{\displaystyle {\begin{aligned}x(t)*h(t)&=\int _{-\infty }^{\infty }x(\tau )\cdot h(t-\tau )\,\operatorname {d} \tau \\&=\int _{-\infty }^{\infty }x(\tau )\cdot O_{t}\{\delta (u-\tau );\ u\}\,\operatorname {d} \tau ,\,\end{aligned}}}
该形式为{\displaystyle \textstyle c_{\tau }=x(\tau )}且{\displaystyle \textstyle x_{\tau }(u)=\delta (u-\tau )}情形下Eq.2等式右侧的形式。

那么Eq.2允许这个延拓：
{\displaystyle {\begin{aligned}x(t)*h(t)&=O_{t}\left\{\int _{-\infty }^{\infty }x(\tau )\cdot \delta (u-\tau )\,\operatorname {d} \tau ;\ u\right\}\\&=O_{t}\left\{x(u);\ u\right\}\\&\ {\stackrel {\text{def}}{=}}\ y(t).\,\end{aligned}}}
综上所述，输入函数{\displaystyle \textstyle \{x\}}可以用Eq.1中描述的时移冲激函数的连续统的“线性”组合来表示。系统的线性特性允许系统由相应的以相同方式组合的冲激响应的连续统来表示系统的响应。而时不变特性允许用卷积积分来表示这种组合。
上述数学运算可以用一个简单的图形模拟。

### 指数函数作为本征函数
本徵函數是算子输出为经过放缩的相同函数的函数。即，
{\displaystyle {\mathcal {H}}f=\lambda f},
其中f是本征函数而{\displaystyle \lambda }是特征值（一个常数）。
指数函数{\displaystyle Ae^{st}}（其中{\displaystyle A,s\in \mathbb {C} }）是线性时不变算子的本徵函數。可以用一个简单的证明来说明这个概念。假设输入是{\displaystyle x(t)=Ae^{st}}。系统冲激响应{\displaystyle h(t)}的输出就是
{\displaystyle \int _{-\infty }^{\infty }h(t-\tau )Ae^{s\tau }\,\operatorname {d} \tau }
由卷积的交换性质，上式等价于
{\displaystyle {\begin{aligned}\overbrace {\int _{-\infty }^{\infty }h(\tau )\,Ae^{s(t-\tau )}\,\operatorname {d} \tau } ^{{\mathcal {H}}f}&=\int _{-\infty }^{\infty }h(\tau )\,Ae^{st}e^{-s\tau }\,\operatorname {d} \tau &=Ae^{st}\int _{-\infty }^{\infty }h(\tau )\,e^{-s\tau }\,\operatorname {d} \tau \\&=\overbrace {\underbrace {Ae^{st}} _{\text{Input}}} ^{f}\overbrace {\underbrace {H(s)} _{\text{Scalar}}} ^{\lambda },\end{aligned}}}
其中标量
{\displaystyle H(s)\ {\stackrel {\text{def}}{=}}\ \int _{-\infty }^{\infty }h(t)e^{-st}\,\operatorname {d} t}
只与参数s有关。
因此，系统的响应是一个缩放的输入。特别地，对任意I {\displaystyle A,s\in \mathbb {C} }，系统输出为输入{\displaystyle Ae^{st}}和常量{\displaystyle H(s)}的乘积。因此，{\displaystyle Ae^{st}}是LTI系统的本徵函數，对应的特征向量为{\displaystyle H(s)}。

#### 直接证明
也可以用复指数直接导出LTI系统的本征函数。
我们令{\displaystyle v(t)=e^{i\omega t}}为某复指数，{\displaystyle v_{a}(t)=e^{i\omega (t+a)}}为它的时移版本。
对常数{\displaystyle e^{i\omega a}}由线性得{\displaystyle H[v_{a}](t)=e^{i\omega a}H[v](t)}。
由{\displaystyle H}的时不变性有{\displaystyle H[v_{a}](t)=H[v](t+a)}。
所以{\displaystyle H[v](t+a)=e^{i\omega a}H[v](t)}。令{\displaystyle t=0}并重新命名就得到：
{\displaystyle H[v](\tau )=e^{i\omega \tau }H[v](0)}
即复指数{\displaystyle e^{i\omega \tau }}作为输入，将得到一个相同频率的复指数作为输出。

### 傅里叶与拉普拉斯变换
本征函数的指数函数性质对分析和了解LTI系统都是很有用处的。拉普拉斯变换
{\displaystyle H(s)\ {\stackrel {\text{def}}{=}}\ {\mathcal {L}}\{h(t)\}\ {\stackrel {\text{def}}{=}}\ \int _{-\infty }^{\infty }h(t)e^{-st}\,\operatorname {d} t}
就是从冲激响应得到特征值的方法。纯正弦（即形式为{\displaystyle e^{j\omega t}}的指数函数，其中{\displaystyle \omega \in \mathbb {R} }，{\displaystyle j\ {\stackrel {\text{def}}{=}}\ {\sqrt {-1}}}）尤其要关注。通常称这些为复指数，即使参数为纯虚数。傅里叶变换{\displaystyle H(j\omega )={\mathcal {F}}\{h(t)\}}给出了纯复正弦的特征值。{\displaystyle H(s)}与{\displaystyle H(j\omega )}都可以称作系统函数、系统响应或传递函数。
拉普拉斯变换通常用于单边信号的背景下，即t小于某个值时信号的所有值为零。通常，“起始时间”设置为零，为方便起见，不失一般性，变换都从零到无穷积分（上述变换的下限为负无穷的积分称作双边拉普拉斯变换）。
傅里叶变换是用来分析系统处理无穷限信号的，如调制的正弦信号，即使它不能直接应用在非平方可积的输入与输出信号上。拉普拉斯变换实际在这些信号初始时间之前全为零的信号可以直接使用，即便他们不是平方可积的，比如平稳系统。傅里叶变换通常通过维纳－辛钦定理用在无穷信号光谱上，即使在信号的傅里叶变换不存在的时候。
由于这两种变换的卷积性质，在变换存在的条件下，能够给出系统输出的卷积可以转换为变换域的乘积
{\displaystyle y(t)=(h*x)(t)\ {\stackrel {\text{def}}{=}}\ \int _{-\infty }^{\infty }h(t-\tau )x(\tau )\,\operatorname {d} \tau \ {\stackrel {\text{def}}{=}}\ {\mathcal {L}}^{-1}\{H(s)X(s)\}}。
计算变换、乘积和反变换不仅比原始的卷积容易，而且还能从系统响应了解系统的行为。可以观察系统函数 |H(s)| 的模来看出输入{\displaystyle \exp({st})}是否能够通过这个系统或被此系统拒绝或削弱（不通）。

### 例子
- 一个线性时不变算子的简单实例是导数。
  - {\displaystyle {\frac {\operatorname {d} }{\operatorname {d} t}}\left(c_{1}x_{1}(t)+c_{2}x_{2}(t)\right)=c_{1}x'_{1}(t)+c_{2}x'_{2}(t)}（即，它是线性的）
  - {\displaystyle {\frac {\operatorname {d} }{\operatorname {d} t}}x(t-\tau )=x'(t-\tau )}（即，它是时不变的）

取导数的拉普拉斯变换，得到一个简单的与拉普拉斯变换变量s的乘积。
{\displaystyle {\mathcal {L}}\left\{{\frac {\operatorname {d} }{\operatorname {d} t}}x(t)\right\}=sX(s)}
导数的拉普拉斯变换如此简单一定程度上说明了拉普拉斯变换的用途。
- 另外一个简单的线性时不变算子是平均算子

{\displaystyle {\mathcal {A}}\left\{x(t)\right\}\ {\stackrel {\text{def}}{=}}\ \int _{t-a}^{t+a}x(\lambda )\,\operatorname {d} \lambda }。
因为积分是线性的所以它也是线性的
{\displaystyle {\begin{aligned}{\mathcal {A}}\left\{c_{1}x_{1}(t)+c_{2}x_{2}(t)\right\}&=\int _{t-a}^{t+a}\left(c_{1}x_{1}(\lambda )+c_{2}x_{2}(\lambda )\right)\,\operatorname {d} \lambda \\&=c_{1}\int _{t-a}^{t+a}x_{1}(\lambda )\,\operatorname {d} \lambda +c_{2}\int _{t-a}^{t+a}x_{2}(\lambda )\,\operatorname {d} \lambda \\&=c_{1}{\mathcal {A}}\left\{x_{1}(t)\right\}+c_{2}{\mathcal {A}}\left\{x_{2}(t)\right\},\end{aligned}}}
此外，它也是时不变的
{\displaystyle {\begin{aligned}{\mathcal {A}}\left\{x(t-\tau )\right\}&=\int _{t-a}^{t+a}x(\lambda -\tau )\,\operatorname {d} \lambda \\&=\int _{(t-\tau )-a}^{(t-\tau )+a}x(\xi )\,\operatorname {d} \xi \\&={\mathcal {A}}\{x\}(t-\tau ),\end{aligned}}}
实际上，{\displaystyle {\mathcal {A}}}可以写成与矩形脉冲函数 {\displaystyle \Pi (t)}的卷积。
{\displaystyle {\mathcal {A}}\left\{x(t)\right\}=\int _{-\infty }^{\infty }\Pi \left({\frac {\lambda -t}{2a}}\right)x(\lambda )\,\operatorname {d} \lambda ,}
其中矩形脉冲函数是
{\displaystyle \Pi (t)\ {\stackrel {\text{def}}{=}}\ {\begin{cases}1&{\text{if }}|t|<{\frac {1}{2}},\\0&{\text{if }}|t|>{\frac {1}{2}}.\end{cases}}}

### 重要的系统特性
因果性和稳定性是描述系统的两个重要性质。如果独立变量是时间，那么因果性是必须的，但并不是所有系统的独立变量都是时间。例如，一个处理静止图像的系统不需要具备因果性。非因果系统可以建立，并可以在许多情况下发挥作用。即使是非实数系统也可以构建，并且在很多场合也是非常有用的。

#### 因果性
如果系统输出只与当前以及过去的输入有关，那么该系统就是因果系统。因果性的充分必要条件是
{\displaystyle h(t)=0\quad \forall t<0,}
其中{\displaystyle h(t)}是冲激响应。由于拉普拉斯变换的逆变换不唯一，所以通常不能根据拉普拉斯变换确定系统的因果性。只有在确定了系统的收敛域之后才能确定该系统的因果性。

#### 稳定性
如果系统对每个有界输入来说输出都是有界的，那么系统就是有界输入有界输出稳定的（BIBO稳定），用数学方法表示就是如果每个输入满足
{\displaystyle \ \|x(t)\|_{\infty }<\infty }
就会导致输出满足
{\displaystyle \ \|y(t)\|_{\infty }<\infty }
（也就是说{\displaystyle x(t)}的最大绝对值是有界的意味着{\displaystyle y(t)}的最大绝对值也是有界的），那么系统就是稳定的。系统稳定的充分必要条件是冲激响应{\displaystyle h(t)}是在L1中（其L1范数有限）的：
{\displaystyle \ \|h(t)\|_{1}=\int _{-\infty }^{\infty }|h(t)|\,\operatorname {d} t<\infty }。
在频域中，收敛域必须包含虚轴{\displaystyle s=j\omega }。
作为一个例子，冲激响应等于Sinc函数的理想低通滤波器不是BIBO稳定的，因为Sinc函数不具有有限的L1范数。因此，对于一些有界输入，理想低通滤波器的输出是无界的。特别地，若对{\displaystyle t<0\,}的输入为零，并且在{\displaystyle t>0\,}时等于正弦信号的截止頻率，则在非过零时刻输出是无界的。

## 离散时间系统
几乎所有的连续时间系统都能找到与之对应的离散时间系统。  

### 连续时间系统中的离散时间系统
在许多情况下，离散时间（DT）系统实际上是较大的连续时间（CT）系统的一部分。例如，数字录音系统记录模拟声音、数字化、或许对数字信号进行处理、然后重放模拟信号。
正式场合下所研究的离散时间信号几乎总是连续时间信号的均匀采样。如果{\displaystyle x(t)}是一个连续时间信号，那么模数转换器将把它转换成离散时间信号{\displaystyle x[n]}，
{\displaystyle x[n]=x(nT)},
其中T是采样周期。为了保证离散信号能够忠实地表示输入信號，非常重要的一点就是需要限制输入信号的频率范围。根据采样定理，离散时间信号所包括的最大频率范围是{\displaystyle 1/(2T)}。其它频率都成为这个范围的混叠信号。

### 时不变和线性变换
我们从一个冲激响应是二维函数的时变系统开始来看看时不变这个条件是如何将系统降到一维的。例如，假设输入信号是  {\displaystyle x[n]}，其中n是整数，即{\displaystyle n\in \mathbb {Z} }。线性算子{\displaystyle {\mathcal {H}}}表示系统在输入信号上的操作，对于这个index set来说合适的算子是一个二维函数
{\displaystyle h[n_{1},n_{2}]{\mbox{ where }}n_{1},n_{2}\in \mathbb {Z} }。
由于{\displaystyle {\mathcal {H}}}是一个线性算子，系统在输入信号{\displaystyle x[n]}上的作用就是下面累加和所表示的线性变换
{\displaystyle y[n_{1}]=\sum _{n_{2}=-\infty }^{\infty }h[n_{1},n_{2}]\,x[n_{2}],}
如果线性算子{\displaystyle {\mathcal {H}}}也是时不变的，那么
{\displaystyle h[n_{1},n_{2}]=h[n_{1}+m,n_{2}+m]\qquad \forall \,m\in \mathbb {Z} }。
如果取
{\displaystyle m=-n_{2},\,}
那么
{\displaystyle h[n_{1},n_{2}]=h[n_{1}-n_{2},0].\,}
为了简化通常我们丢弃{\displaystyle h[n_{1},n_{2}]}的第二个参数零，这样重叠积分现在变成了滤波中常见的卷积和
{\displaystyle y[n_{1}]=\sum _{n_{2}=-\infty }^{\infty }h[n_{1}-n_{2}]\,x[n_{2}]=(h*x)[n_{1}]}。
这样，卷积和表示一个线性时不变系统在任意输入函数上所起的作用，对于类似的有限维参数，参见轮换矩阵

### 冲激响应
如果我们给系统输入一个离散δ函数，由于δ函数是一个理想的脉冲，所以系统的线性时不变变换就是冲激响应。我们用下式表示：
{\displaystyle (h*\delta )[n]=\sum _{m=-\infty }^{\infty }h[n-m]\,\delta [m]=h[n],}
（通过δ函数的 sifting特性）。
注意
{\displaystyle h[n]=h[n_{1}-n_{2},0]\,\!{\mbox{ where }}n=n_{1}-n_{2},}
这样{\displaystyle h[n]}就是系统的冲激响应。
这个冲激响应可以按照下面的方法用于得到任意输入信号的响应。再次应用{\displaystyle \delta [n]}的过滤特性，我们将输入信号写成δ的累加和：
{\displaystyle x[n]=\sum _{m=-\infty }^{\infty }x[m]\delta [n-m]}。
输入经过系统变换，
{\displaystyle {\mathcal {H}}x[n]={\mathcal {H}}\sum _{m=-\infty }^{\infty }x[m]\delta [n-m]}
{\displaystyle \quad =\sum _{m=-\infty }^{\infty }{\mathcal {H}}x[m]\delta [n-m]}（{\displaystyle {\mathcal {H}}}是线性的所以可以在和之间传递）
{\displaystyle \quad =\sum _{m=-\infty }^{\infty }x[n]{\mathcal {H}}\delta [n-m]}（{\displaystyle x[m]}在n中是常量并且{\displaystyle {\mathcal {H}}}是线性的）
{\displaystyle \quad =\sum _{m=-\infty }^{\infty }x[m]h[n-m]}（根据{\displaystyle h[n]}的定义）
系统的所有信息都包含在冲激响应{\displaystyle h[n]}中。

### 例子
一个简单的线性时不变算子的实例是延时算子{\displaystyle D\{x\}[n]:=x[n-1]}。  
{\displaystyle D\left(c_{1}x_{1}[n]+c_{2}x_{2}[n]\right)=c_{1}x_{1}[n-1]+c_{2}x_{2}[n-1]=c_{1}Dx_{1}[n]+c_{2}Dx_{2}[n],}
{\displaystyle D\{x[n-m]\}=x[n-m-1]=x[(n-1)-m]=D\{x\}[n-m].\,}
导数取Z变换，就变成一个简单的与Z相乘：
{\displaystyle {\mathcal {Z}}\left\{Dx[n]\right\}=zX(z)}。
差分的Z变幻如此简单也在一定程度上表明了Z变换的用途。
另外一个简单的线性时不变算子是平均算子
{\displaystyle {\mathcal {A}}\left\{x[n]\right\}=\sum _{k=n-a}^{n+a}x[k]}.
由于和是线性的所以它也是线性的：
{\displaystyle {\mathcal {A}}\left\{c_{1}x_{1}[n]+c_{2}x_{2}[n]\right\}}
{\displaystyle =\sum _{k=n-a}^{n+a}\left(c_{1}x_{1}[k]+c_{2}x_{2}[k]\right)}
{\displaystyle =c_{1}\sum _{k=n-a}^{n+a}x_{1}[k]+c_{2}\sum _{k=n-a}^{n+a}x_{2}[k]}
{\displaystyle =c_{1}{\mathcal {A}}\left\{x_{1}[n]\right\}+c_{2}{\mathcal {A}}\left\{x_{2}[n]\right\}}.
它也是时不变的：
{\displaystyle {\mathcal {A}}\left\{x[n-m]\right\}}
{\displaystyle =\sum _{k=n-a}^{n+a}x[k-m]}
{\displaystyle =\sum _{k'=(n-m)-a}^{(n-m)+a}x[k']}
{\displaystyle ={\mathcal {A}}\left\{x\right\}[n-m]}.

### 重要的系统特性
因果性和稳定性是系统的重要特性。与连续时间系统不同，我们可以实现非因果的离散时间系统。通过在系统中加入延时就很容易将非因果有限冲激响应系统变成因果系统。甚至可以构建非因果的无限冲激响应系统（参见Vaidyanathan and Chen, 1995）。我们也可以构建不稳定的系统，这种系统在很多场合都很有用，甚至也可以构建在很多情况下非常有用的non-real系统。

#### 因果性
如果系统的输出只与当前以及过去的输入有关，那么系统就是因果系统。因果性的必要且充分条件是
{\displaystyle h[n]=0\ \forall n<0,}
其中{\displaystyle h[n]}是冲激响应。由于逆变换不是唯一的，所以通常很难从Z变换确定系统的因果性。如果收敛域确定，系统的因果性也就随之确定。

#### 稳定性
如果离散系统每个有界的输入，输出都是有界的那么系统就是有界输入输出稳定（BIBO稳定）。用数学方法表示就是
{\displaystyle ||x[n]||_{\infty }<\infty }
并且
{\displaystyle ||y[n]||_{\infty }<\infty }
（也就是说{\displaystyle x[n]}和{\displaystyle y[n]}的最大绝对值都是有限的），那么系统就是稳定的。必要且充分条件就是冲激响应{\displaystyle h[n]}满足
{\displaystyle ||h[n]||_{1}=\sum _{n=-\infty }^{\infty }|h[n]|<\infty }。
在频域中，收敛域必须包含单位圆{\displaystyle |z|=1}。

## 腳註
1. ↑  Hespanha 2009, p. 78.
2. ↑  Crutchfield, p. 1. Welcome!
3. ↑  Crutchfield, p. 1. Exercises